# Monturato

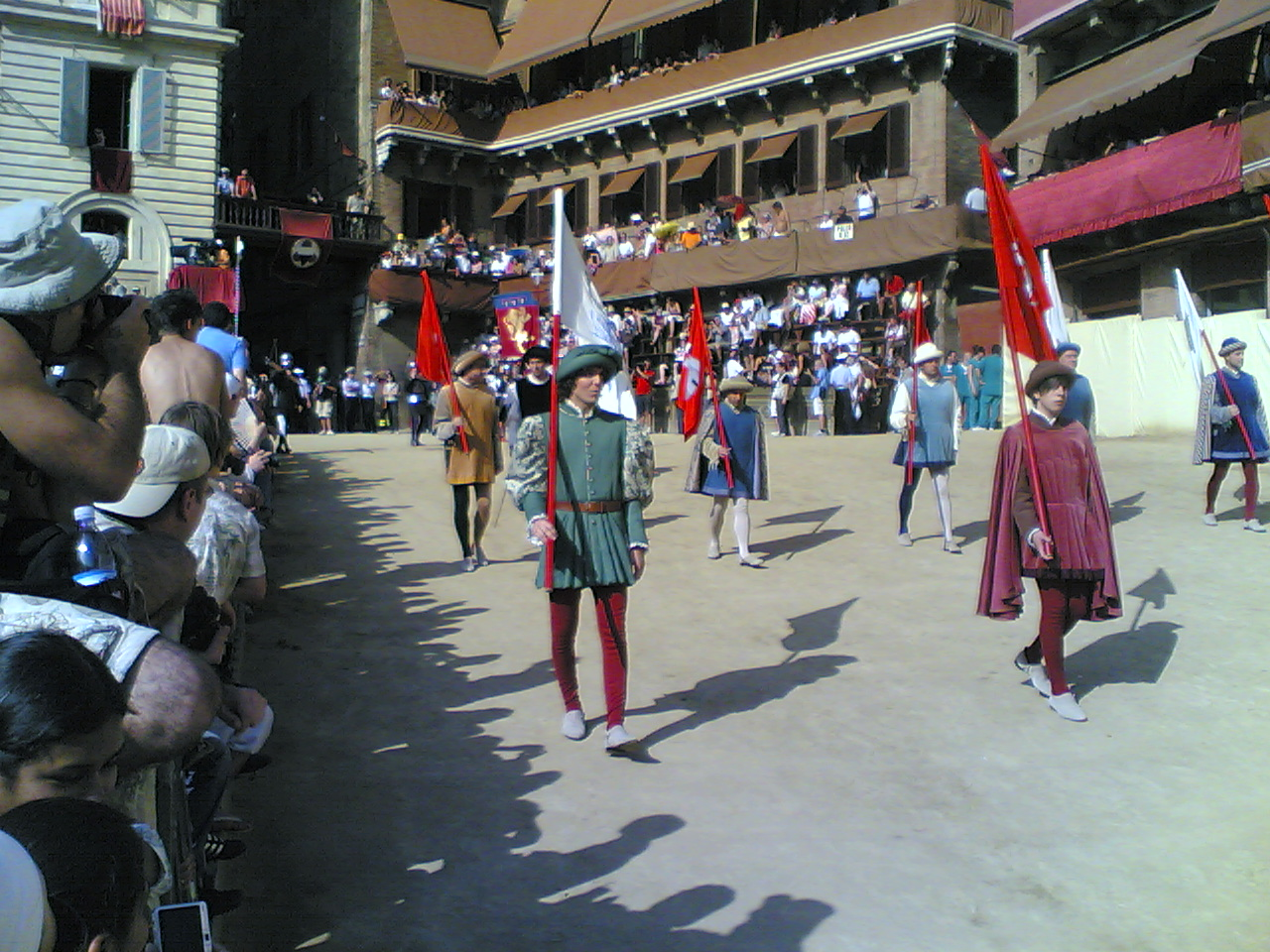
Monturati al Palio di Siena

Nella città di Siena viene chiamato Monturato il contradaiolo che partecipa come figurante al Corteo Storico.
Il nome deriva dai costumi di ispirazione rinascimentale, detti appunto "Monture", che tutti i partecipanti al Corteo Storico indossano il giorno del Palio.
L'essere scelto dalla propria Contrada come Monturato è considerato un grande onore per qualsiasi contradaiolo.